# Francesco Feroni

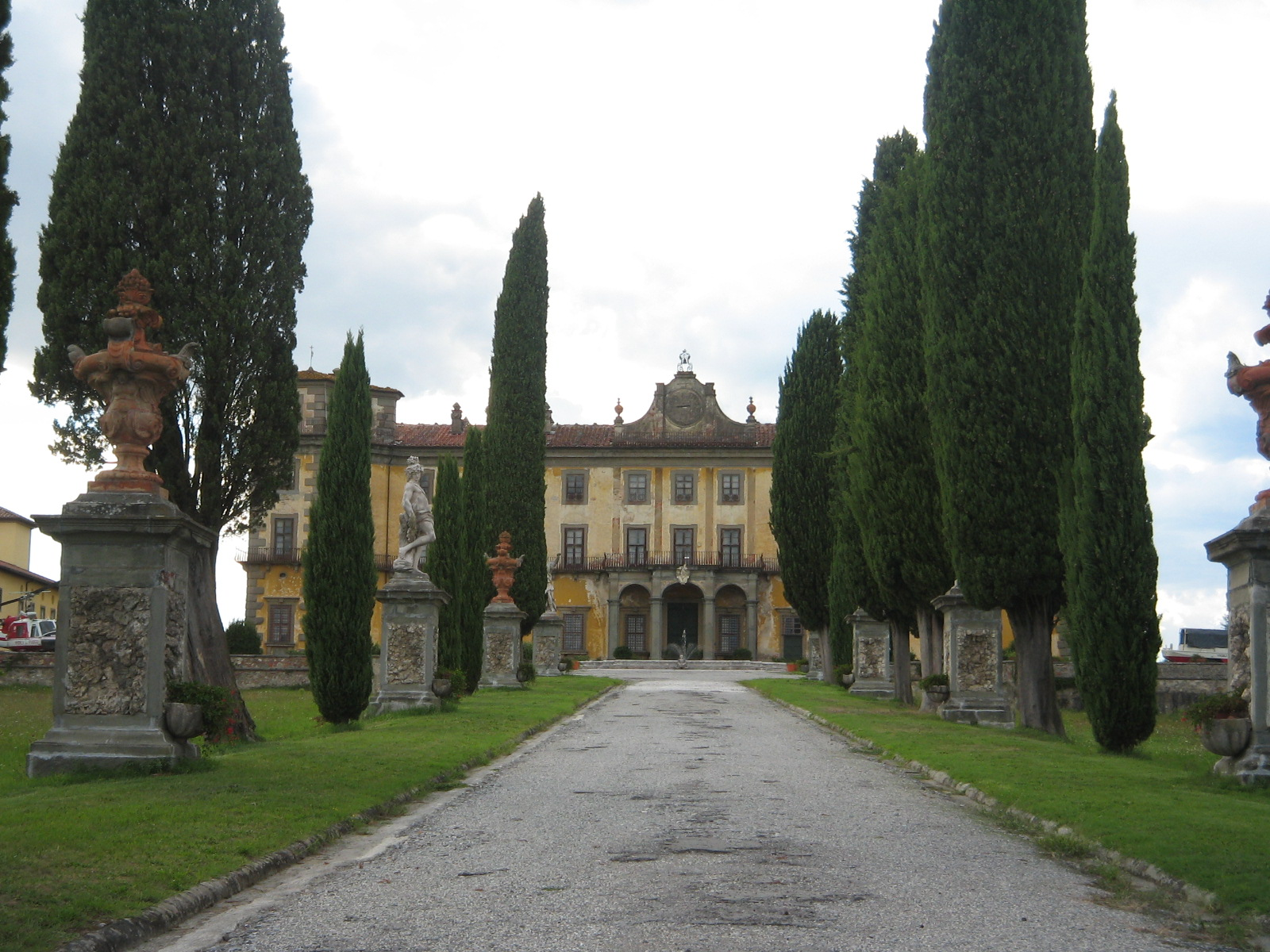
De villa Bellavista, in de omgeving van Borgo a Buggiano, toebehorend Francesco Ferroni, de koopman die Cosimo in Amsterdam onderdak bood en vervolgens is benoemd als minister in Toscane

Francesco Feroni (Empoli, 1614 - Florence 1696) was een Toscaanse koopman, bankier, politicus en functionaris, die meer dan dertig jaar lang in Amsterdam verbleef en een enorme rijkdom verwierf door handel in Baltisch graan, Spaanse wol, salpeter en Afrikaanse slaven. In 1673 keerde hij (op verzoek van de groothertog of op de vlucht?) terug naar zijn vaderland waar hij een belangrijke post verkreeg als senator en als minister van financiën. De opleving van de stad Livorno is onverbrekelijk met Feroni's naam verbonden.

## Biografie
Feroni was de zoon van een wolverver en werkte voor een bankiershuis in Livorno. Rond 1640 kwam hij naar Amsterdam. Aanvankelijk was hij gespecialiseerd in de graanhandel op Italië en zouthandel op Portugal. Hij woonde op het Singel bij de Jan Rodenpoortstoren en trouwde op 31 maart 1650 met de 30-jarige Prudentia Tensini, afkomstig uit Hamburg. Naar verluidt is de familie Tensini door Wolfgang Heimbach geschilderd bij een danspartij; dus niet bij de bruiloft van het echtpaar in Amsterdam. Het paar kreeg zeker zes kinderen. De jongste zou naar de Leidse wetenschapper Franciscus Sylvius de Bove kunnen zijn genoemd.
In 1652 werd hij aangezocht door Ferdinando II de' Medici om het groothertogdom te vertegenwoordigen in Den Haag bij een conflict rond de haven van Livorno tussen de Nederlanders en de Engelsen. Tussen 1654 en augustus 1667 woonde hij op het Rokin; in zijn kelder had hij een lading suiker liggen. Hij verstond en sprak een beetje Nederlands en werd als agent aangesteld en overstelpte zijn superieuren met 2.000 brieven om elk denkbaar aspect van de Republiek te belichten. Samen met de firma Coymans importeerde hij wol uit Spanje.

## Slavenhandel
In 1662 stelde Spanje opnieuw de asiento in. Dit asiento werd verleend aan twee Madrileens bankiers, oorspronkelijk afkomstig uit Genua en met een filiaal in Panama en een factoor op Curaçao. Domingo Grillo & Ambrosio Lomelinni, hebben het asiento naar het zich laat aanzien als eerste aan Feroni,  vervolgens aan de Royal African Company, de neven Coymans, en de West-Indische Compagnie uitbesteed. Feroni zou aandeelhouder worden van de Franse Oostindische Compagnie en de Westindische Compagnie.
- Op 15 september 1662 leverde Feroni 60 slaven te laat op Curaçao.[10]
- Op 16 februari 1663 ging hij een overeenkomst aan met Martin Noell, bewindhebber van (de voorloper van) de Royal African Company.[11] Omdat de Engelsen, maar ook de Nederlanders niet rechtstreeks handel konden drijven op de Spaanse koloniën moest gebruikgemaakt worden van (katholieke) makelaars.
- Op 11 en 18 april tekende hij twee contracten om als tussenpersoon 400 Angolese slaven te leveren[12], maar bij aankomst van de twee schepen op Curaçao in juli en augustus 1664 werden mankementen aan de slaven geconstateerd en is de prijs en zijn de aantallen bijgesteld. De schipper verklaarde tien jaar later dat hij had geleverd volgens de voorschriften van de burgemeesters en de raden.[13]
- In 1664 leverde hij 200, 600, 800 of 1.000 "indische negers of mooren" aan de Engelse Royal Company of Adventurers op Barbados[14] en aan de factoor Augustin Grillo op Curaçao.
- In 1665 werd hij betaald voor het leveren van slaven aan Denemarken?[15] In 1666 voer een schip van Texel naar Angola, begin 1668 was het schip terug.[16]
- In 1668 en 1669 zou hij twee keer 4.000 slaven aanleveren op Curaçao[17]
- In 1669 liet hij 447 slaven uit Ardre bij Carthagena afleveren. Het schip had averij en de schipper wilde de haven aandoen, maar de plaatselijke autoriteiten gaven geen toestemming. Bovendien ontstond er onenigheid over de leeftijd van sommige slaven (te jong of te oud) en de prijs werd gereduceerd. (Het was op lijfstraffe verboden geld op Hollandse schepen uit de voeren, daarom moest de plaatselijke factoor een helpende hand bieden.[18]) Of de koop gesloten werd lijkt onwaarschijnlijk, want in november kwamen 450 slaven aan op Curaçao.[19]

## Bezoek van de prins en de overhaaste terugreis
- In december 1667 kreeg hij bezoek van prins Cosimo III de' Medici die had besloten om met eigen ogen te zien wat hem was voorgeschoteld en tientallen schilders en wetenschappers bezocht. Hij logeerde drie weken bij Feroni in huis.[20]
- In 1670 kreeg Feroni vijf Bolognese hondjes toegestuurd, één stierf onderweg of was misschien overboord gesprongen. Ze waren bedoeld als geschenk van de groothertog voor belangrijke personen alhier. Feroni klaagde de schipper aan.
- In oktober van het Rampjaar 1672 maakte Feroni aanstalten om terug te keren.[21] Mogelijk omdat zijn vrouw ziek was of om zijn dochters uit te huwelijken, maar waarschijnlijker is dat Cosimo III zijn expertise en rijkdom wilde inzetten en van zijn economische kennis en efficiëntie gebruik wilde maken. Op 24 oktober werd Feroni in Antwerpen gesignaleerd, die daar probeerde een paspoort van de koning van Frankrijk te verkrijgen. Hij had twaalf paarden en twee rijtuigen gekocht. Zijn drie dochters stonden klaar om te vertrekken.
- Zijn zoon Fabio[22] bleef achter om te zaken af te handelen. Begin februari 1673 werd hij op de Koopmansbeurs gesignaleerd.[23] Toen de vlucht werd ontdekt, werden zijn goederen in beslag genomen.[2]
- In 1675 werd nog gekibbeld over de partij slaven die in 1664 waren geleverd.

## Terug in Italië
- Vanaf 1673 was hij eigenaar van een landgoed met 45 boerderijen, een molen en een oven[24] nabij Pistoia, niet ver van Montecatini.[25]
- In 1674 kocht Feroni een huis, genaamd Palazzo Spini Feroni, gelegen aan de Arno (rivier).
- Feroni werd betrokken bij de plannen om van Livorno een vrijhaven te maken en bij de oprichting van een Oostindische Compagnie.
- In 1681 werd hij verheven tot markies van Bellevista.[26]
- Feroni ligt begraven in Santissima Annunziata waar een kapel zijn naam draagt.[27]

## Varia
In het Palazzo Spini Feroni is sinds 1995 het Museo Salvatore Ferragano gevestigd, gewijd aan het werk van de schoenontwerper Salvatore Ferragano (1898 - 1960)